# Jeux asiatiques de la jeunesse
Les Jeux asiatiques de la jeunesse sont une compétition internationale multisportive qui a lieu tous les 4 ans, indépendamment des Jeux asiatiques et organisée par le Conseil olympique d'Asie.

## Éditions
| Année | Édition | Ville hôte | Pays        | Dates             |
| ----- | ------- | ---------- | ----------- | ----------------- |
| 2009  | Ier     | Singapour  | Singapour   | 29 juin - 7 juil. |
| 2013  | IIe     | Nankin     | Chine       | 16 - 24 août      |
| 2017  | —       | Hambantota | Sri Lanka   | Édition annulée   |
| 2021  | —       | Shantou    | Chine       | Édition annulée   |
| 2025  | IIIe    | Tachkent   | Ouzbékistan | À venir           |
| 2029  | IVe     | Phnom Penh | Cambodge    | À venir           |